# علي صبري (سياسي)
علي صبري (1920 - 3 أغسطس 1991) عسكري وسياسي مصري، شغل عدة مناصب سياسية بارزة منها نائب رئيس الجمهورية ورئيس المجلس التنفيذي «مجلس الوزراء» ووزير شئون رئاسة الجمهورية ووزير الإدارة المحلية ورئيس جهاز المخابرات العامة وأمين عام الاتحاد الاشتراكي. وهو الشقيق الأصغر لحسين ذو الفقار صبري الطيار وممثل مصر في لجنة حاكم عام السودان ورئيس أركان حرب القوات المصرية بالسودان 1953-1956.

## حياته المهنية
شغل عدة مناصب سياسية بارزة تمثلت في رئيس المجلس التنفيذي «مجلس الوزراء» ونائب رئيس الجمهورية في عهدي الرئيسين جمال عبد الناصر وأنور السادات وأمين عام للاتحاد الاشتراكي العربي ووزير شئون رئاسة الجمهورية ووزير الإدارة المحلية.

## روابط خارجية
- علي صبري على موقع مونزينجر (الألمانية)